# Sociální podpora

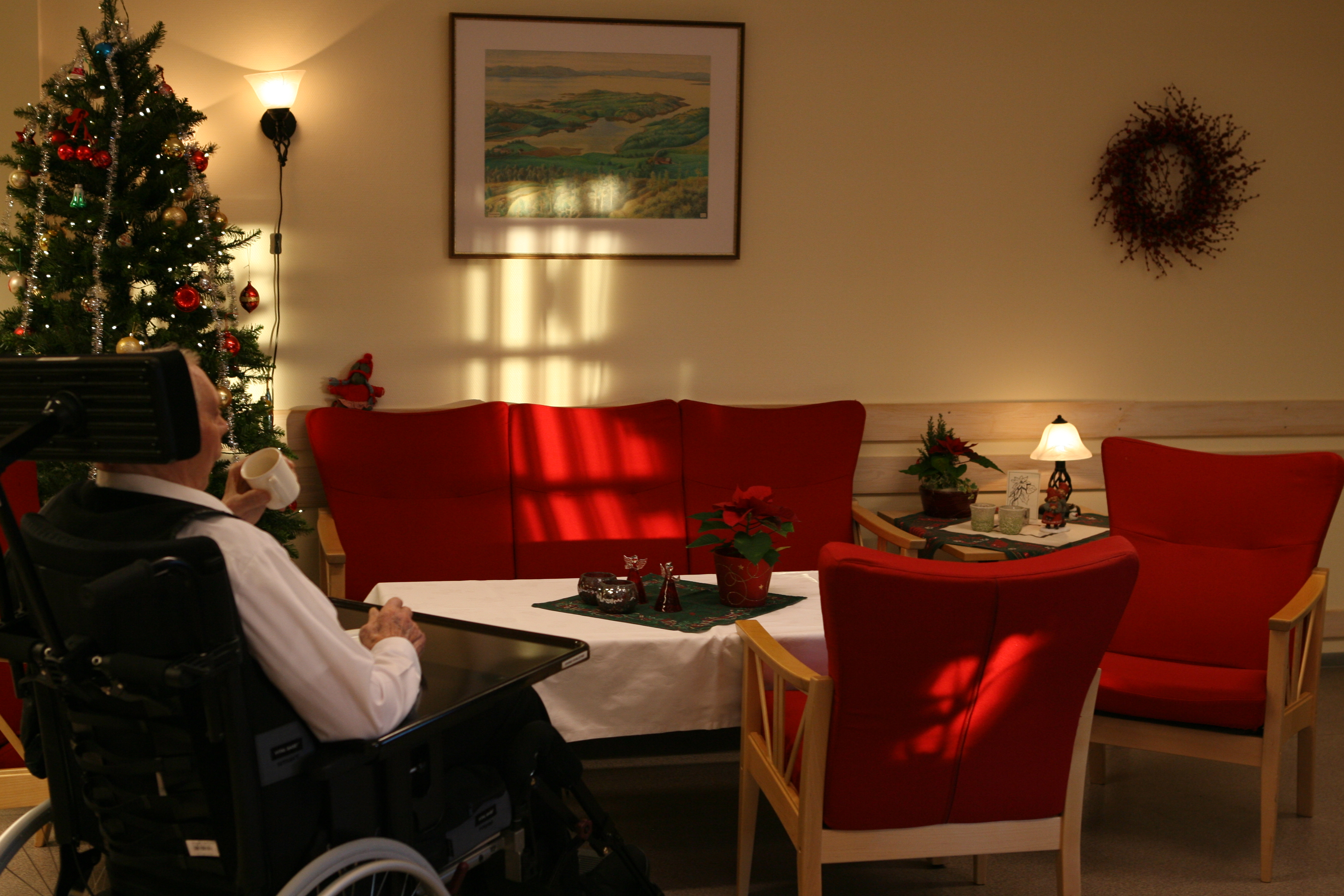
Senior v domě s pečovatelskou službou v Norsku.

Sociální podpora je vnímání a zjištění, že je o člověka pečováno, že má k dispozici pomoc od jiných lidí a nejčastěji, že je součástí nějaké podpůrné sociální sítě.
Tyto podpůrné zdroje mohou být emocionální (citové, např. péče o blízkou osobu), informační (např. poradenství), sociální (např. solidarita, sounáležitost), hmotné (např. finanční výpomoc, sociální péče) nebo nehmotné (např. osobní poradenství).
Sociální podporu lze měřit jako vnímání, že člověk má pomoc k dispozici, jako skutečně přijatou pomoc nebo jako stupeň integrace osoby v sociální síti. Podpora může pocházet z mnoha zdrojů, jako je rodina, přátelé, domácí mazlíčci, sousedé, spolupracovníci, organizace atd.
Vládou poskytovaná (státní) sociální podpora je v některých zemích označována jako veřejně dostupná pomoc neboli sociální péče.
Sociální podpora se studuje v celé řadě oborů včetně psychologie, komunikace, medicíny, sociologie, ošetřovatelství, veřejného zdraví, vzdělávání, rehabilitace, sociální práce.

## Modelování sociální podpory
Teorie a modely sociální podpory byly intenzivně studovány v akademické sféře v 80. a 90. letech
a jsou spojeny s rozvojem pečovatelských a platebních modelů a komunitních doručovacích systémů v USA a po celém světě. Pro popis vztahu mezi sociální podporou a zdravím byly navrženy dva hlavní modely: hypotéza krizového tlumení a hypotéza přímých účinků.
Hlavní rozdíl mezi těmito dvěma hypotézami je v tom, že hypotéza přímých efektů předpovídá, že sociální podpora je prospěšná po celou dobu poskytování, zatímco hypotéza tlumení předpovídá, že sociální podpora je většinou prospěšná během stresových období. Pro obě hypotézy byly nalezeny důkazy.
V sociální podpoře byly nalezeny
rozdíly mezi muži a ženami a kulturní rozdíly v oblastech jako je vzdělání, „které neovlivňuje věk, zdravotní postižení, příjem a sociální postavení, etnické a rasové nebo jiné významné faktory“. Výzkumy také ukazují,
že vnímaná sociální podpora, která není využita, může být efektivnější a přínosnější než skutečně využitá sociální podpora.